# 列支敦士登城堡
列支敦士登城堡（德語：Burg Liechtenstein）是位于维也纳以南玛丽亚恩策斯多夫附近的一座頂峰城堡。城堡座落于下奧地利州默德灵县维也纳森林的边缘地带。城堡最初建于12世纪，之后分别在1529年和1683年两次被奧斯曼人摧毁，直到1884年才获得重建。
列支敦士登 (德文原意"发光的石头") 城堡是列支敦士登家族名字的由来，也是列支敦士登公国的讨论国事之处，而列支敦士登家族则至少从1140年开始即拥有此城堡直到13世纪为止，之后从1807年起又重新拥有该城堡。
今天，这座城堡主要是以其每年夏天举办的内斯特罗伊戏剧节而闻名。